# Rigoberto López Pérez
Rigoberto López Pérez   (León, 13 de maig de 1929 - León, 21 de setembre de 1956) va ser un poeta, artista i compositor nicaragüenc . Va assassinar Anastasio Somoza García, un dels dictadors de Nicaragua.
El dia 21 de setembre de 1981, als 25 anys després de la seva mort, el govern sandinista de Nicaragua va declarar a Rigoberto López Pérez Heroi Nacional mitjançant el Decret núm. 825.

## Primers anys de vida
López va néixer i es va criar a León, Nicaragua ; era fill de Soledad López i de Francisco Pérez. López va publicar el seu primer poema, "Confesión de un soldado", als 17 anys l'any 1946. El 1948 va formar part d'un grup musical anomenat "Buenos Aires". Aquest mateix any va aprendre a tocar el violí, que tocava en el grup. López va compondre música, sobretot romàntica, entre elles les cançons "Claridad" o "Si el vino me hace llorar" que Buenos Aires va publicar en una emissora de ràdio anomenada Radio Colonial.
Les influències musicals de Rigoberto López incloien Beethoven ; Rubén Darío, un poeta nicaragüenc, sovint conegut com el "Pare del Modernisme", va ser una gran influència literària per a ell. Lopéz col·laboraria sovint en publicacions com "El Cronista" i " El Centroamericano" .
La xicota de López Pérez, Amparo Zelaya Castro, era germana d'Armando Zelaya, un periodista que va conduir López Pérez a la Casa del Obrero on dispararia a Somoza.

## Assassinat de Somoza
El 21 de setembre de 1956, Rigoberto López Pérez va poder infiltrar-se en una festa del Club Social de Obreros de León a la qual va assistir el president Somoza i li va disparar al pit. López va morir a l'instant, víctima de múltiples impactes de bala i Somoza va morir pocs dies després a l'hospital de la Zona del Canal de Panamà . El fill de Somoza, Luis Somoza Debayle, va substituir el seu pare com a president.

## Llegat
L'abril de 1979, quan la Guerra Revolucionària dels Sandinistes es trobava en el punt àlgid, un dels cinc comandaments regionals del FSLN que controlava 24 ciutats en total, va rebre el seu nom. Malauradament, el comandament occidental "Rigoberto López Pérez" del FSLN va ser capturat íntegrament en una casa segura als suburbis de Lleó i assassinat en captivitat per les forces del dictador Somoza. La massacre a sang freda d'aquest comandament, format per Oscar Pérez Cassar, Roger Deshon, Araceli Pérez Darias, Idania Fernández, Carlos Manuel Jarquin i Edgard Lang Sacasa, va enfurismar els sandinistes i va accelerar la caiguda del règim de Somoza.
Després de la victòria sandinista al juliol, l'Estadi Nacional Anastasio Somoza de Managua, utilitzat com a seu de beisbol i futbol, així com concerts i altres esdeveniments, va rebre el nom de Rigoberto Lopéz Pérez. No obstant, el 20 de novembre de 1998, el 50è aniversari de la fundació de l'estadi, l'aleshores president Arnoldo Alemán va emetre un decret canviant el nom de l'estadi nacional de Nicaragua a Estadi Nacional Dennis Martínez . Es va construir un nou estadi de beisbol que porta el nom de Rigoberto López Pérez a Lleó, que es va inaugurar el 27 de setembre de 2024.
L'any 2006 es va construir un monument dedicat a Rigoberto López Pérez en el seu honor a Managua.
A Itàlia, a la dècada dels setanta, Marcello De Angelis, avui diputat del PDL, que aleshores era un compositor implicat en el moviment polític Tercera Posició, va escriure una cançó dedicada a López, el títol de la qual és "Il poeta" (El poeta).